# Aitólos (syn Endymióna)
Aitólos (starořecky Αἰτωλός, latinsky Aetolus) je v řecké mytologii syn Endymiona a Najády nebo Ifianassy.(Dle Pausania, jeho matkou byla buď Asterodia, Chromia, nebo Hyperippé. )
Aitólos měl tři sourozence, bratry Paióna, Épeia a sestru Eurykydu. Když bratři dospěli, otec rozhodl, že jeho nástupcem se stane ten z nich, kdo zvítězí na olympijských hrách. Zvítězil Épeios a po svém otci v Elidě dobyl trůn, ale když zanedlouho zemřel bez potomka po meči, jeho nástupcem se stal Aitólos. Později v Lykosúrii během pohřebních her, které se konaly na počest úmrtí Azana, Aitólos svým vozem neúmyslně usmrtil Apida, syna Iásóna a musel se proto vzdát trůnu. Na královský trůn pak usedl Éleios, syn jeho sestry Eurykydy.
Aitólos pak svou zemi opustil a cesta ho přivedla k řece Achelous, kde okolní krajinu pomocí svých vojáků dobyl a nazval ji po sobě Aitóliou.(Podle antického autora Konona po potrestáni Kurétů) Aitólos se následně oženil s Pronoé, dcerou Forba a stal se otcem synů Pleuróna a Kalydóna.